# Saturnia alboplaga
Saturnia alboplaga är en fjärilsart som beskrevs av Gschwandner. 1919. Saturnia alboplaga ingår i släktet Saturnia och familjen påfågelsspinnare. Inga underarter finns listade.